# Giorgos Amerikanos
Georgios „Giorgos“ Amerikanos (griechisch Γιώργος Αμερικάνος; * 21. Dezember 1942 in Griechenland; † 7. Oktober 2013 ebenda) war ein griechischer Basketballspieler und -trainer.

## Karriere
Amerikanos zählt zu den erfolgreichsten Basketballern die jemals bei AEK Athen gespielt haben, welche ihn vom HAN Nikeas verpflichtet hatten. Mit der Athener Mannschaft wurde er insgesamt sechsmal Griechischer Meister (1963, 1964, 1965, 1966, 1968, 1970) und war zweimal erfolgreichster Korbjäger der Liga (1965, 1968).
Als Kapitän führte er den Verein zur Saison 1965/66 ins Halbfinale des Europapokals der Landesmeister und zum Gewinn des Europapokals der Pokalsieger 1967/68, welcher den ersten internationalen Titel einer griechischen Vereinsmannschaft darstellte. Im Finale am 4. April 1968 gegen Slavia Prag markierte er 29 Punkte.
Zum Ende seiner Karriere wechselte er zu Apollon Patras, welche er später auch trainierte. Unter ihm stieg die Mannschaft 1979/80 erstmals in die A1 Ethniki auf. Zur Saison 1986/87 übernahm er den AEK Athen.

## Nationalmannschaft
Für die Griechische Nationalmannschaft bestritt er 68 Spiele und warf dabei 1076 Punkte. Er nahm an der Europameisterschaft 1961 sowie 1965 teil und war beide Male Griechenlands erfolgreichster Korbleger. Zudem nahm er an den Mittelmeerspielen 1967 und viermal an den Balkan Meisterschaften (1962, 1964, 1967, 1969) sowie an zwei Pro Olympischen Aufbauturnieren der FIBA 1960 und 1964 teil.